# Tócos (Campos dos Goytacazes)
Tócos é o décimo sétimo (17º) distrito do município de Campos dos Goytacazes, estado de Rio de Janeiro.
Segundo os moradores do distrito, o nome Tócos tem origem nas enchentes que ocorriam na lagoa Feia. O relato amplamente aceito é o de que, no período cíclico das cheias, a lagoa expandia sua lâmina d’água e alagava toda a região. Com isso, tocos e pequenos arbustos ficavam submersos, o que acarretava no naufrágio e danos em muitas embarcações “do período da escravidão”, ao baterem o fundo de seus cascos nesses tocos escondidos pelas águas. A corruptela “Tócos”, com a primeira sílaba aberta, teria advindo com o tempo (Fonte: GOMES, 2024).
Pela lei estadual nº 79, de 23/04/1958, foi criado o distrito de Tócos e anexado ao município de Campos – distrito formado com terras desmembradas do então distrito de Goitacazes (Fonte: IBGE).

## População
Segundo dados do IBGE, no ano de 2010 Tócos possuía 8.164 habitantes.

## Geografia

### Localização
O distrito de Tócos está localizado na parte sul do município de Campos dos Goytacazes, estado do Rio de Janeiro, sendo um dos cinco distritos que constituem a denominada Baixada Campista – região de planície à margem direita do rio Paraíba do Sul, compreendida desde os relevos de tabuleiro, a noroeste, até a linha costeira do Cabo de São Thomé, a sudeste. A saber, são os distritos constituintes da Baixada Campista: Mussurepe, Santo Amaro, São Sebastião, Tócos e a parte sul de Campos dos Goytacazes (Distrito-Sede), que compreende, desde 1983, o território que anteriormente compunha o antigo distrito de Goitacazes, reanexado por ocorrência de reorganização territorial-administrativa realizada em julho daquele ano.
O território atualmente compreendido pelo distrito de Tócos dentro do município de Campos dos Goytacazes possui forma semelhante a losangular, estendendo-se por um perímetro de aproximadamente 86 km que constitui uma área de aproximadamente 368 km² – o 4° maior em extensão territorial no município. A sede do distrito, denominada Tócos (ou vila de Tócos), fica localizada a 21 km do centro do município, na parte nordeste do território distrital.
(Fonte: GOMES, 2024).

### Topografia e Hidrografia
Os principais elementos do meio físico que se destacam dentro do território compreendido pelo distrito de Tócos são: o relevo com pouquíssima variação de altitude – característico das planícies; a presença da lagoa Feia – um dos principais corpos d’água do estado do Rio de Janeiro; e uma rede de lagoas secundárias, brejos e terrenos alagados que, junto de uma série de canais de drenagem, do rio Macabu, do rio Ururaí e da própria lagoa Feia, fazem parte do complexo sistema hidrográfico da chamada Bacia da Lagoa Feia.
Os dois principais tipos de unidades de solos presentes no território do distrito, são os Solos Areno-Argilosos e Argilo-Arenosos sobre Substrato Fluvial e Marinho – formados pelos solos cambissolo eutrófico e neossolo flúvico – que são encontrados nos terrenos de relevo mais elevado (planície de inundação do rio Paraíba do Sul, com elevação de até 9 metros em relação ao nível do mar no distrito) e a Associação de Solos Orgânicos e Argilosos sobre Substrato Fluvio-Lagunar – que, segundo Costa et al. (2008), “são formados pelos depósitos de lagos, onde o sedimento característico é uma argila plástica de coloração que varia de cinza ao cinza-negro, esta última, com alto conteúdo de matéria orgânica, e pelos depósitos de pântanos ou brejos” – unidade encontrada nos arredores da lagoa Feia e que é basicamente constituída por sedimentos depositados em ambientes de água doce a salobra, em elevação de no máximo 2 metros acima do nível do mar no distrito. Há ainda uma terceira unidade de solo presente no território do distrito, ocupando área consideravelmente menor se comparada à das duas unidades descritas anteriormente. A presença de Cordões Litorâneos (Solos Arenosos sobre Substrato Marinho) pode ser notada numa pequena área a oeste do distrito, entre a margem esquerda do Canal Campos-Macaé e a margem direita do rio Ururaí em seu trecho final, próximo de sua foz na lagoa Feia. O terreno, constituído exclusivamente por areias quartzosas litorâneas, de coloração esbranquiçada – e formado pelo solo espodossolo (COSTA et al., 2008) – se eleva em meio aos brejos que margeam a lagoa Feia a noroeste e é uma testemunha da regressão do mar na região, processo também descrito por Lamego em “O Homem e o Brejo”.
O grande corpo d’água presente em Tócos é indiscutivelmente a lagoa Feia, que possui atualmente uma área estimada em 209 km² (LIMA et al., 2012). Deste total, aproximadamente 118 km² – ou seja, aproximadamente 56% de toda sua lâmina d’água – estão compreendidos dentro do território do distrito campista, o que representa, por sua vez, aproximadamente 32% da área do próprio distrito.
Um outro elemento marcante na hidrografia de Tócos é a lagoa do Jacaré, que fica localizada ao sul da sede do distrito. A lagoa do Jacaré é, na verdade, uma antiga enseada da lagoa Feia que se tornou um “braço” da mesma após os processos de drenagem e invasões de suas margens, realizados por proprietários rurais (SOFFIATI, 2021), e sua comunicação com o corpo principal da lagoa se dá por meio de um canal de 4 km de extensão, popularmente denominado de canal da Flutuante – uma provável referência às dragas flutuantes utilizadas pelo DNOS a partir da década de 1940 nas intervenções hidromorfológicas ocorridas na região. Completam o sistema lagunar presente no distrito uma série de outras lagoas secundárias, muitas delas já parcialmente ou quase totalmente dessecadas por consequência das obras sanitaristas realizadas na região durante o século XX – em especial as antigas lagoas da Carioca, Sussunga (ou Suçunga), do Tambor e da Goiaba, todas parcialmente drenadas com a abertura do canal Coqueiros.
Por último, os rios e os canais de drenagem completam o quadro hidrográfico do meio físico no distrito de Tócos, tais quais o trecho final do rio Macabu (em sua foz na lagoa Feia), o rio da Prata, o rio Ururaí, o rio de Jesus, o rio Macacoa (ou rio Macacuá) e o rio da Pedra (ou canal do Nicolau); bem como um trecho do Canal Campos-Macaé, o canal Coqueiros, o canal Tócos, a vala Correnteza e a vala do Mato (além de outras dezenas de canais e valas secundários, abertos pelo DNOS e também por fazendeiros da região).
(Fonte: GOMES, 2024).

## História

### Período colonial (séc. XVI ao séc. XIX)
A história do distrito de Tócos possui origem na história da própria colonização do Norte Fluminense – a colonização de Campos dos Goytacazes, que se iniciou, especificamente, na grande Planície dos Goitacás: a Baixada Campista.
O primeiro ocupante das terras é de fato o ameríndio goitacá – grupo étnico que habitou a faixa costeira brasileira do norte do atual estado do Rio de Janeiro ao norte do atual estado do Espírito Santo. O colonizador português chega então ao território que viria a ser a Baixada Campista a partir de 1632 – décadas após a primeira e fracassada tentativa de colonização do atual Norte Fluminense empreendida por Pêro de Góis no litoral do atual município de São Francisco de Itabapoana, em 1538. A empreitada de sucesso é realizada pelo grupo que ficou conhecido como “Os Sete Capitães”: Miguel Aires Maldonado, Miguel da Silva e Riscado, Antônio Pinto Pereira, João de Castilho, Gonçalo Corrêa de Sá, Manuel Corrêa e Duarte Corrêa (LAMEGO, 1945).
É a partir desse período que a Baixada Campista – e, consequentemente, o território que hoje compreende-se por Tócos – é então ocupada não apenas pelos “herdeiros” dos Sete Capitães, os chamados “Heréus” (LAMEGO, 1945 e 1996) – pioneiros colonos e vaqueiros dos primeiros rebanhos –, mas também pelos padres da Companhia de Jesus. Os jesuítas foram detentores de uma sesmaria que abrangia uma imensa área cedida pelo então governador do Rio de Janeiro, Salvador Correia de Sá e Benevides (MARCH, 1988), que ia desde a atual Rodovia Estadual RJ-216 (Rodovia do Açúcar) – limitando-se com a sesmeria dos padres da Ordem Beneditina – até as margens da lagoa Feia e o litoral na atual Barra do Furado. A sede desta enorme fazenda era o solar do colégio, de fato o grande marco da ocupação colonial no território, construção iniciada ainda em 1652 e finalizada em 1690 (LAMEGO, 1996 e FERREIRA, 2014). Um dos marcos jesuíticos (totem em monólito rochoso com o símbolo da ordem) encontra-se justamente no perímetro urbano do distrito de Tócos, às margens da Avenida Miguel Rinaldi.
Os padres jesuítas tiveram importante papel na pacificação dos nativos e os ajudavam em sua proteção contra os avanços dos colonos, por meio de reduções missionárias. Uma destas localizou-se próxima à atual localidade de Carioca. Considerando os relatos de Couto Reis, Lamego registra o seguinte, sobre as ações preservacionistas dos jesuítas do Colégio em relação aos goitacás, realizadas já no século XVIII: “afim de subtrai-los à tirania dos colonos, os jesuítas arrebanham muitos para a lagoa da Carioca, em Tócos, e depois para as aldeias do Cabo-Frio, São Pedro-de-Aldeia e Macaé. [...]” (LAMEGO, 1945). A extinta redução jesuítica de Carioca, em Tócos, teria sido então a mais antiga instituída pelos padres do Colégio, precedendo, possivelmente, as célebres reduções que deram origem às cidades de São Pedro da Aldeia e São Fidélis. Os jesuítas também foram responsáveis pela abertura e manutenção de canais, rios e valas saneadoras em suas terras na Baixada Campista – período em que abriram a vala do Mato, canal artificial que dá nome à atual localidade no distrito de Tócos (COUTO REIS, 1785 e LAMEGO, 1996). Entretanto, devido às reformas pombalinas realizadas no reinado de D. José I, os jesuítas foram expulsos das colônias portuguesas e os seus bens incorporados à coroa em 1759. A Fazenda do Colégio, indo à hasta pública, é arrematada em 1781 pelo nobre português e comerciante de escravos Joaquim Vicente dos Reis e seus tios João Francisco Vianna e Manoel José de Carvalho. Vicente dos Reis torna-se em seguida o único proprietário da fazenda, após a morte dos dois tios (FERREIRA, 2014).
Ainda no século XVIII, são também notáveis os primeiros registros relacionados à localidade de Ponta Grossa dos Fidalgos. Já indicada em 1767 na “Carta Topográfica da Capitania do Rio de Janeiro”, de Manuel Vieyra Leão (NASCIMENTO et al., 2013a), a vila de pescadores localizada em uma península da lagoa Feia é novamente cartografada por Manoel Martins do Couto Reis, em 1785 (COUTO REIS, 1785).
O período entre 1813 e o final da década de 1830 (administração da Fazenda do Colégio por Sebastião Gomes Barroso – genro de Joaquim Vicente dos Reis e seu herdeiro, após sua morte (MARCH, 1988) – coincide com o período em que se atestam os primeiros registros do surgimento de outras fazendas no território do atual distrito de Tócos, ou seja, o início da compartimentação da grande fazenda jesuítica original – processo que pode ser considerado um segundo marco da ocupação do território e fundamental para o desenvolvimento do espaço que ocorreria entre o final do século XIX e o início do século XX.
(Fonte: GOMES, 2024).

### Período Imperial (séc. XIX ao séc. XX)
Três são as principais fazendas que, dessa forma, surgem em Tócos no século XIX: a Fazenda Senhoranna, localizada na atual localidade de Vala do Mato; a Fazenda Barra do Sul, localizada na extinta localidade de Passarinho; e a Fazenda Paraíso, localizada na atual Estrada de Ponta Grossa, próxima à localidade de Coqueiros. As casas-sede dessas três antigas fazendas permanecem no território do distrito – fiéis exemplares da arquitetura rural da região nos primeiros anos do império, tendo resistido com considerável alto grau de originalidade – configurando-se assim âncoras temporais, objetos geo-históricos que atestam a chegada das primeiras famílias de proprietários de terras em Tócos após os jesuítas e os Barrosos.
Os primeiros registros sobre a Fazenda Senhoranna são relacionados à história da família Wagner, imigrantes de origem suíça que chegaram à Baixada Campista na década de 1820. Hans Wagner, que exercia o ofício de ferreiro no centro da freguesia de São Gonçalo teve uma de suas filhas casadas com João dos Santos Oliveira, “um fazendeiro viúvo que vivia na Fazenda Senhoranna”, em Tócos. João dos Santos entretanto falece quando o filho do casal ainda era pequeno, não muito depois do seu casamento. Consta-se que “pouco depois” – presume-se que em algum momento entre a segunda metade da década de 1850 e a primeira metade da década de 1860 – Delphina e seu filho vendem a Senhoranna. A propriedade é então adquirida pela família Maciel e depois pela família Venancio, por meio do patriarca Francisco Venancio, já por volta da década de 1870. A casa-sede da fazenda que pode atualmente ser observada na localidade de Vala do Mato é um remanescente de um conjunto originalmente muito maior, que era constituído por outras duas alas laterais, pavilhão de senzalas, capela e engenho, fechando o característico quadrilátero – gradativamente descaracterizado e demolido no decorrer do século XX. Outra fazenda histórica do mesmo período, nas proximidades da Fazenda Senhoranna, é a Fazenda São Pedro, na localidade da Goiaba. A fazenda, que possui capela com data de construção de "1829", indicada em sua fachada, era originalmente de propriedade da família Fernandes, mas foi também adquirida pela família Venancio nas últimas décadas do século XIX, e incorporada à Fazenda Senhoranna, que nesse período se torna um latifúndio.
A segunda dessas principais fazendas, de que se tem registros de surgimento no século XIX em Tócos, é a Fazenda Barra do Sul, localizada entre as margens dos pantanais do rio Ururaí, a oeste, e as grandes áreas alagáveis do brejo dos Porcos, a leste – em um estreito “corredor” de terra seca que se estende por aproximadamente 13 km até a antiga península de Ponta Grossa dos Fidalgos. A sua sede, um casarão em estilo colonial solarengo construído em 1847, é o mais significativo e imponente representante das casas de engenho localizadas no distrito de Tócos. A fazenda foi adquirida pelo usineiro Victor Sence nos primeiros anos do século XX.
Por último, a importante Fazenda Paraíso. Sua sede, casarão térreo em estilo colonial, preservado em alto grau de originalidade, é uma testemunha do período dos engenhos e fica localizada próxima a localidade de Coqueiros. A propriedade, hoje reduzida a um sítio, é popularmente conhecida pelos moradores locais como a “Fazendinha”. É esta fazenda que deu origem à Usina Paraíso.
Mas, antes de ser propriamente uma usina, a Usina Paraíso foi um engenho movido à rodas d’água.
Desde 1848 o Sr. José Ignácio da Silva Pinto, o 2º Barão de São José, figurava nas páginas do Almanack Laemmert, entre os produtores de açúcar da Freguesia de São Gonçalo de Campos, atual distrito de Tocos. Consta no inventário de sua esposa, Jordiana Francisca de Miranda (Baronesa de São José), que faleceu em 1878, a indicação de uma de suas propriedades: “...Fazenda Paraíso, com engenho, 85 bois de serviço, 136 cabeças de gado e 49 escravos”.
Após o falecimento de Jordiana Francisca de Miranda, a baronesa de São José, em 1878, herda a fazenda e engenho Paraíso seu filho, Guilherme José de Miranda e Silva. Junto de seu sócio Vicente Pereira Ribeiro, Miranda funda o Engenho Central Paraíso, o único engenho central que foi de fato instalado no município de Campos dos Goytacazes, segundo Carvalho (2009) – já que todas as demais usinas no município, mesmo quando se beneficiaram da política de engenhos centrais, por meio de estímulos à indústria previstos na lei (como fez o próprio Francisco de Paula Gomes Barroso, então proprietário da Fazenda do Colégio, com empréstimos obtidos (MARCH, 1988)), não aderiram integralmente a este modelo, que previa por exemplo, entre outros quesitos legais específicos, a obrigatoriedade de não possuir canas próprias para moer, mas sim adquiri-las de terceiros.
A política de engenhos centrais, instituída por D. Pedro II em 1875, visava o estímulo ao empreendimentos de fábricas com maquinário importado, moderno para a época, concedendo para isso empréstimos aos interessados e proibindo o uso de mão-de-obra escrava no processo de fabricação do açúcar. Essa era uma medida que tinha por objetivo introduzir aos poucos o trabalho livre no Brasil. Fato é que, após concessão adquirida pelo decreto n. 10.182 de 29/12/1888, em 18 de junho de 1889 foi assinado o contrato para a construção do engenho central, já no local onde hoje se encontra a Usina Paraíso, em que mencionava-se ainda a denominação “Tocos”, relativa àquela específica localidade da então freguesia de São Gonçalo, como nos traz Carvalho (2009). É provavelmente a menção oficial mais antiga ao nome da vila, o que atesta sua existência como tal desde, pelo menos, a década de 1880:
“Os contractantes empreiteiros Terris & Frindlay, obrigam-se a montar na situação dos Tocos, na freguesia de São Gonçalo, n’este municipio, propriedade do contractante Guilherme José de Miranda e Silva, uma uzina para fabrico de assucar e aguardente, servida de quinze quilometros de estrada de ferro, com duas locomotivas e sessenta vagões; comprando para esse fim, por sua conta e risco, o material da Uzina de Araruama, mediante preço de trezentos e dez contos de réis.[...]”.
O nome da vila, ainda uma localidade pertencente à então freguesia de São Gonçalo, é também mencionado em uma nota no jornal Monitor Campista de 15 de setembro de 1891, que registra um contrato de compra e venda de um estabelecimento comercial, firmado em 10 de setembro do mesmo ano: "Nós abaixo assignados declaramos à praça do Rio de Janeiro e a de Campos que nesta data compramos aos Srs. Francisco Pinto & Irmão o seu estabelecimento de secos e molhados no lugar denominado Tocos, na freguezia de S. Gonçalo, livre e desembaraçado de toda e qualquer responsabilidade. Outrosim, declaramos mais, que constituimos uma sociedade, fazendo parte, Temistocles de Brito Tavares e Antonio Peçanha Povoa, cuja firma gira sob a razão de Brito & Povoa".
Nota-se, dessa forma, a presença de uma localidade, propriamente dita, já denominada Tócos, contando inclusive com uma capela – devotada à Nossa Senhora da Penha – e comércio, surgida no século XIX no local onde posteriormente instalou-se o Engenho Central Paraíso, levando em consideração os registros históricos e documentais, bem como a já existência dos diversos engenhos e fazendas em suas intermediações.

### Primeira metade do séc. XX – O surgimento da Usina Paraíso
A virada do século XX marca o início da história da Usina Paraíso no distrito de Tócos. A sua operação regeria, nas décadas seguintes, não só a dinâmica social e econômica de toda a localidade, mas também o seu próprio desenvolvimento espacial – representando um terceiro marco da ocupação do território do distrito.
De acordo com o relatório do engenheiro que fiscalizou o engenho em 1893, tratava-se de uma fábrica de médio porte e funcionava precariamente. Entretando no ano de 1900 é realizada a aquisição do Engenho Central Paraíso pela empresa francesa Sucreriè du Cupim, que havia acabado de iniciar suas atividades no Brasil. Em 1907 a empresa é renomeada, tornando-se então a holding Societé Sucrerries Bresilienne. É neste período que trabalhou na fábrica o usineiro Victor Renè Sence, como destacado por Carvalho (2009). Como registra Pinto (2006), “a virada do século encontra Campos com 27 usinas. As 5 maiores em produção eram, em ordem: Cupim, Mineiros, Santa Cruz, Tócos e Barcelos”, e duas dessas maiores unidades produtoras nos primeiros anos do século XX estavam sob a administração da Sucreriè (Usina Paraíso, em Tócos, e Usina do Cupim, em Ururaí).
As usinas Paraíso e Cupim, em Ururaí, guardavam estreita relação. Ainda em 1903, o engenheiro J. Piccard é contratado pela Sucreriè e enviado ao Brasil para que realizasse um relatório técnico destas duas unidades, recém-adquiridas. Sobre a Usina Paraíso aponta Piccard neste relatório, como cita Mesquita (2012): "(...) Trata-se de uma usina bastante bela, maior que a de Cupim; guarda certa semelhança com a de Villa-Rafard [Usina Rafard, em Rafard-SP], tendo sido instaladas, em grande parte, por seus construtores. Sua grande moenda é do mesmo modelo, mas não tem segunda moagem. (...). Em resumo, ela é apenas um pouco mais fraca do que a Villa-rafard, mas processaria com facilidade 250 toneladas por dia. A destilaria, com um aparelho Derosne Cail é mais que suficiente para uma fabricação como esta. No ano passado processou 15 mil toneladas de canas, e teria podido fazer quase o dobro. Não duvido que um dia consiga fazê-lo". Observando-se, desta forma, um diagnóstico já bem mais positivo em relação ao que obteve a então “fábrica de médio porte” que “funcionava precariamente”, nas palavras do engenheiro que fiscalizou este mesmo engenho ainda em 1893. Segundo Mesquita (2012), J. Piccard finaliza o relatório com os seguintes apontamentos: [...] mesmo distante 18 quilômetros uma da outra (mas ligadas diretamente por estrada de ferro, com trajeto durando cerca de 1 hora e 15 minutos), as unidades eram tidas como irmãs siamesas, pois tudo que faltava em uma, tinha na outra. O autor finaliza o documento apontando que a empresa francesa fez um ótimo negócio ao adquirir a Usina Paraíso (contrabalanceando o erro que foi a aquisição da Usina do Cupim), pois a unidade encontrava-se em zona privilegiada, com facilidade no escoamento e na obtenção de energia (próximo a Lagoa Feia), tendo ótimas perspectivas de aumento na produção".
Nas primeiras décadas do século XX a Usina Paraíso já seguia direta e indiretamente modificando o espaço na localidade de Tócos, enquanto aumentava a sua atuação como elemento central da dinâmica social local.
Por iniciativa dos operários da usina, é construída em 1910 a antiga Igreja Matriz de Nossa Senhora da Penha, padroeira da vila, já no local em que se situa a atual matriz – o bairro da Penha. Em 1912 é fundada a Sociedade Musical Nossa Senhora da Penha, que tem sua sede construída em 1917 – um pequeno prédio nas proximidades da praça principal, restaurado entre os anos de 2012 e 2016.
Em 1914, é fundada pela usina a primeira escola de Tócos. O Grupo Escolar (Escola N°9), posteriormente renomeado para Escola Municipal Dr. Getúlio Vargas, seguiu funcionando na grande casa em estilo colonial localizada na Avenida Guilherme Morisson pelos próximos quase 100 anos, quando enfim foi transferida para um novo prédio no bairro Jardim Paraíso. Nesta unidade escolar lecionou, desde sua fundação, a primeira professora de Tócos, Maria Isabel Gomes dos Santos – a “Dona Bezinha” – que em 1964 ganhou busto em bronze e placa comemorativa por ocasião de seu jubileu de ouro de magistério, ostentados na praça principal do distrito.
Em 1917 é fundado o Paraíso Futebol Clube – “Cunhado como clube mais antigo dentre os formados no seio das usinas de açúcar de Campos dos Goytacazes, o Paraíso Futebol Clube de Tócos representa a sua localidade no que tange a memória do futebol campista” (BARCELOS & SILVA, 2020). Teve como fundadores Domingos Monteiro, Amaro Monteiro, Helvécio Peixoto, Ezequiel Manhães, José Manhães da Silva, Manoel Monteiro e Miguel Rinaldi (este último escolhido para ser o primeiro presidente do clube, imigrante italiano que posteriormente nomeou uma das três principais avenidas do distrito), todos então funcionários da Usina Paraíso. Consta-se que o seu primeiro estádio localizava-se no terreno em que posteriormente foi construída a Escola Estadual Almirante Barroso, na Avenida Guilherme Morisson – uma área entre a principal fileira de casas da vila dos operários. O estádio atual, entretanto, localiza-se na entrada da localidade de Caxias de Tócos, e foi construído algumas décadas depois.
Ainda nas primeiras décadas do século XX, mais referências sobre a localidade podem ser encontradas. No ano de 1939 foi editado e publicado, pelo extinto Serviço de Propaganda do Município, o folheto “Campos no Estado Novo”, em ocasião do Dia do Município – data instituída pelo regime varguista no mesmo ano. O livreto trazia informações sobre a história de Campos dos Goytacazes, bem como dados e estatísticas gerais do município e de seus então distritos, incluindo seus melhoramentos e aspectos sociais e econômicos. A publicação registra que, no ano de 1939, a Escola Municipal de Tócos (no então 3° distrito, Goitacazes), contava com 177 crianças matriculadas e a Usina Paraíso alcançara 89.119 sacos como limite de fabricação. O trecho menciona ainda que a sede do distrito, Goitacazes, já era iluminada por luz elétrica, fornecida por geradores da Usina São José (CAMPOS NO ESTADO NOVO, 1939) – números que auxiliam na estimativa do tamanho e crescimento da então localidade às vésperas da metade do século.
É nesse período que surgem e desenvolvem-se também as localidades, tanto atuais quanto extintas, a noroeste da vila: Cancela de Ponta (atual Caxias de Tócos) – com seus dois arruamentos com fileiras de grandes residências geminadas de operários da usina – Rua Nova, Concha e Baganzal. Essas quatro localidades possuíam em comum a proximidade ao ramal particular da linha férrea que ligava a Usina Paraíso à Usina do Cupim – também de propriedade da Societè Sucrerries Bresilienne – e o fato de servirem como “entrepostos” de fornecimento de matéria-prima para a Paraíso, possuindo balanças para a pesagem das canas que eram escoadas para a fábrica. Essas localidades, com exceção de Cancela de Ponta, eram inicialmente referidas como “fazendas”, e possuíam seus próprios canaviais, casas para moradia de seus empregados e unidades escolares próprias – a exemplo da Fazenda Baganzal e da Fazenda da Concha – principalmente devido a considerável distância em relação à localidade de Tócos ou ao então centro do distrito, a vila de Goitacazes, como indicam os mapas das décadas seguintes (IBGE 1955; IBGE 1968 e IBGE 1980). Completavam então, à época, esses “núcleos secundários” de povoamento em Tócos, as localidades de Ponta Grossa dos Fidalgos e Coqueiros, cujos registros históricos apontam para origens anteriores, ainda nos séculos XVIII e XIX, respectivamente.

### Segunda metade do séc. XX – Criação e crescimento do distrito
As décadas seguintes foram responsáveis por registrar um considerável crescimento do perímetro urbano da vila de Tócos, bem como o desenvolvimento de localidades já existentes e ainda o surgimento de novas localidades. Na década de 1950 são abertos novos arruamentos, que possuem em comum a característica de terem sido registrados com nomes de santos. As décadas de 1950 e 1960 marcam também um período de crescimento da ocupação nas localidades da Penha, Vala do Mato, Goiaba, Marcelo, Coqueiros, Carioca, Concha, Baganzal, Carvão, Passarinho e Ponta Grossa dos Fidalgos – em vários desses locais é possível notar a remanescência de muitas casas características desse período, onde ainda vivem antigos moradores ou os filhos e netos destes, com suas famílias.
Os anos de 1950, em especial, foram testemunhas de uma série de eventos importantes para a então localidade de Tócos, em nível social, político-administrativo e de infra-estrutura e serviços, em que se destacaram a influência e a atuação política de lideranças comunitárias, sobretudo a de José Pereira de Abreu, o segundo vereador natural de Tócos a ser eleito na Câmara Municipal, tendo exercido mandato legislativo entre primeiro de fevereiro de 1955 e 31 de janeiro de 1959, incluindo o cargo de presidente da Câmara – de 1957 a 1959. O processo de melhorias culminaria com a elevação da localidade de Tócos à categoria de vila, sede do então novo distrito.
Em 1953 foi inaugurada a agência de correios e telégrafos. Em 1958 chegaria o primeiro telefone público e, em 13 de abril do mesmo ano, é inaugurada a luz elétrica em Tócos, acontecimento que foi celebrado na Praça José Martins de Oliveira, como noticiado pelo Monitor Campista na data do evento, e detalhado na edição do dia seguinte: "Mais uma localidade já tem iluminação pública: Tocos. [...] Foi, como não poderia deixar de ser, um grande acontecimento para a população de Tocos a inauguração da iluminação publica naquela localidade. A vila, que é hoje quase uma cidade, pois vem crescendo rapidamente, estava no domingo a noite, toda banhada em luz, com o povo na praça principal, passeando, ouvindo retreta, gozando o espetáculo, enfim. [...] Por ocasião do ato inaugural, discursaram os srs. Emilio Porbaix (sic), em nome da população de Tocos; o prefeito Barcelos Martins, o deputado João Rodrigues de Oliveira e o sr. Togo de Barros".
De fato, por meio da Lei Estadual n° 79 de 23 de abril de 1958, é instituído o distrito de Tócos, desmembrado do então distrito de Goitacazes, tornando-se o 17° do município de Campos dos Goytacazes – mais um dos importantes marcos atribuídos, em grande parte, aos esforços políticos do então presidente da Câmara, o vereador José Pereira de Abreu – que foi autor do projeto de lei da criação do distrito – junto ao então governador do estado, Togo de Barros. Com a criação do distrito é também criado seu cartório de ofícios, onde Pereira de Abreu assume como Oficial do Registro Civil. O evento foi oficialmente comemorado, entretanto, em maio do ano seguinte, na principal praça do novo distrito, como registra Waldir Pinto de Carvalho sobre os ocorridos de 1959: "Novo distrito – O dia 28 de maio significou um grande marco para a localidade de Tócos, na Baixada Campista. Nessa data inaugurava-se em sua praça pública, a coluna e a placa identificando a criação do 17° distrito de Campos, o distrito de Tócos. Presentes ao ato o juiz Luiz Henrique Steele, o secretário de agricultura Amaro Gomes da Silva (representando o governador Roberto Silveira). Do programa constou missa festiva, almoço oferecido ao povo, jogo de futebol entre o Paraíso e o Cruzeiro, de Poço Gordo, e muitos fogos de artíficio".
Na esteira dos melhoramentos daquele ano de 1958, foi sancionada, no dia 13 de agosto, deliberação para realizar o calçamento em um trecho de 500 metros na Avenida Guilherme Morisson – sendo essa a primeira pavimentação de uma rua do então novo distrito. A 17 de agosto, é realizada a inauguração do novo estádio do Paraíso F.C, já em sua atual localização, como registrou o jornalista esportivo Sérgio Mello: "A inauguração deu-se em 17 de agosto de 1958 em um jogo visto por mais de mil pessoas (a maioria parentes de jogadores e funcionários da usina), entre a equipe do Paraíso e o Goytacaz, valendo pelo campeonato campista daquele ano, e o time da casa venceu pelo placar de 1 x 0, tendo acontecido após a partida uma grande festa da “família toquense”, que alegrou desde a casa grande da usina até a residência mais humilde".
Ainda na década de 1950 o distrito já possuía também a sua primeira sala de cinema, com capacidade para mais de 200 espectadores – o Cine Clube Paraíso, localizado à avenida Guilherme Morisson, bem próximo à praça principal e à usina – que viria a funcionar dessa forma até a década de 1970, quando foi então adaptado para seguir funcionando como uma discoteca e para aluguel de shows e eventos. As localidades de Coqueiros, Carvão e Ponta Grossa dos Fidalgos viram inaugurados os seus próprios cinemas de rua logo em seguida, na década de 1960, tendo o primeiro e segundo encerrado suas atividades nos anos de 1970, e o terceiro nos anos de 1980 (SILVA, 2017). Ainda segundo relatos de ex-moradores, a localidade de Baganzal também chegou a possuir uma sala.
O ano de 1964 marca a venda da Usina Paraíso para o empresário pernambucano Geraldo Silveira Coutinho, período que coincide com o fim das atividades da holding francesa Societé Sucrerries Bresilienne no Brasil, após mais de 60 anos operando ininterruptamente no país (CARVALHO, 2009 e MESQUITA, 2012). Em 11 de dezembro do ano seguinte foram inaugurados os 13 km de estrada que ligam a sede do distrito de Tócos a Ponta Grossa dos Fidalgos, em uma notável obra de infraestrutura, como registrado por Carvalho (1995).
Chegando à década de 1980, o distrito registra um importante marco espacial: a criação de seu primeiro bairro completamente planejado, desde o projeto à execução e entrega dos lotes. O Jardim Paraíso foi um loteamento que contou com 10 novas ruas, incluindo uma praça – espaço onde foram construídos uma caixa d’água da extinta companhia estatal de saneamento CEDAE e, posteriormente, já nos anos 2000, também um novo prédio para sediar a Escola Dr. Getúlio Vargas – adicionando mais 222 mil m² de área ao perímetro urbano da vila de Tócos, praticamente dobrando a sua área até então.
O período entre as décadas de 1980 e 1990 registra não apenas um considerável crescimento da ocupação no distrito a partir do novo bairro Jardim Paraíso, mas também dos bairros de Tócos, Penha e Canto do Rio, bem como das localidades de Caxias de Tócos, Ponta Grossa dos Fidalgos e Carvão, onde se registram aberturas de novas ruas e travessas. Em contrapartida, é principalmente a partir da década de 1990 que começa a ser observado o “esvaziamento” das localidades de Carioca, Concha, Baganzal, Rua Nova e Passarinho – tendo sido estas três últimas por fim completamente demolidas, e seus espaços dado lugar a pastos ou canaviais. Este período coincide com o início da gradativa decadência da indústria sucro-alcooleira no Norte Fluminense, quando ocorre o fechamento de diversas usinas na região.
O último marco espacial relevante observado no distrito de Tócos ocorre em 3 de novembro de 2014, quando é inaugurado o conjunto habitacional Recanto dos Pássaros, em Ponta Grossa dos Fidalgos. Composto por dois quarteirões com 84 residências de padrão geminado, o empreendimento foi idealizado e executado pela prefeitura municipal de Campos dos Goytacazes, como parte da segunda etapa do programa habitacional “Morar Feliz” – também responsável pela construção desse tipo de bairro planejado em outras localidades do município.

### Momento atual
Após quase 20 anos assistindo a um declínio mais acentuado das operações da Companhia Açucareira Paraíso S.A – que culminou em um pedido de recuperação judicial da empresa no ano de 2015 – o distrito experimenta uma retomada, que vem se realizando após a usina, historicamente o seu grande motor econômico, ter sido arrendada pela COAGRO (Cooperativa Agroindustrial do Estado do Rio de Janeiro Ltda.) no ano de 2021. O parque industrial da fábrica recebeu recentes investimentos e melhorias, à medida que novos equipamentos e trabalhadores retornam aos campos na plantação da cana-de-açúcar e à fábrica, reativando a dinâmica econômica do distrito.
Os reflexos deste novo momento, mesmo que ainda em fase de consolidação, já são perceptíveis no espaço do distrito. Nos primeiros meses do ano de 2023, o perímetro urbano da vila de Tócos passou por uma completa reurbanização, incluindo nova pavimentação, sinalização e ciclofaixas ao longo de suas três principais avenidas: Avenida Guilherme Morisson, Avenida José Pereira das Chagas e Avenida Miguel Rinaldi – investimento público que aparenta possuir relações com a retomada das operações industriais. Simultaneamente, dois novos arruamentos foram abertos ao longo do lado direito da Avenida José Pereira das Chagas, ainda em fase de terraplanagem e loteamento.
Além dos eventos históricos é importante ressaltar o caráter dominante da usina no imaginário e memória coletiva da população, moradores e ex-moradores do distrito, já que praticamente todos estes possuem direta ou indiretamente relação de dependência ou afeto com a usina, já tendo trabalhado ou possuindo parentes que trabalharam ou ainda trabalham nela. Muitos são os moradores que contam estórias relacionadas e guardam um carinho especial pela fábrica. A Usina Paraíso existe no município de Campos dos Goytacazes há mais de 160 anos. 
(Fonte: CARVALHO, Jéssica. Usina Paraíso: de Engenho à Usina. 2009).         
(Fonte: GOMES, 2024).

## Economia
A economia do distrito atualmente gira em torno principalmente da atividade agrícola familiar (incluindo o cultivo da cana-de-açúcar, mas também da mandioca e fruticultura), da pecuária de corte e reprodução e do comércio e serviços locais. Há também presente no distrito a atividade da pesca artesenal lacustre na localidade de Ponta Grossa dos Fidalgos.
A principal força motriz sócio-econômica do distrito foi por mais de um século a Usina Paraíso (Cia Açucareira Paraíso), empresa esta que entrou em processo de recuperação judicial em 2015 – e desde 2018 não realiza moagem e processamento da cana-de-açúcar em sua fábrica. A unidade fabril foi arrendada pela Cooperativa Agroindustrial do Estado do Rio de Janeiro (COAGRO) no ano de 2021, que desde então vem realizando melhorias em seu parque industrial.
Uma parte considerável dos moradores da localidade de Tócos ainda trabalha na Cia Açucareira Paraíso.

## Bairros e Localidades
O distrito de Tócos possui 17 localidades, sendo: Tócos (sede do distrito), Jardim Paraíso, Penha, Canto do Rio, Vala do Mato, Goiaba, Marcelo, Pantaleón, Caxias de Tócos, Coqueiros, Carioca, Concha, Passarinho, Baganzal, Rua Nova, Carvão e Ponta Grossa dos Fidalgos. Algumas dessas localidades podem ser classificadas como propriamente “bairros” – pois estão dispostas dentro do perímetro urbano da vila (Tócos, Jardim Paraíso, Penha e Canto do Rio) – e outras ainda possuem a particularidade de terem sido abandonadas (ou mesmo "apagadas do mapa"), ou seja, tratam-se de “localidades-fantasma” (como as localidades de Passarinho, Baganzal, Rua Nova e Concha).
(Fonte: GOMES, 2024).

## Futebol
Dentre os times do distrito que atualmente disputam certames e torneios na liga amadora municipal e regional, está o Paraíso Futebol Clube, centenário clube de usina fundado em 17 de julho de 1917.
Outro clube amador que também merece destaque é o mais recente Tócos F.C, fundado em julho de 2014.

## Cultura
No distrito nasceram a intelectual Márcia Maria de Jesus Pessanha e o escritor Gildo Henrique de Azeredo